# Collix adamata
Collix adamata là một loài bướm đêm trong họ Geometridae.